# Nicole Walter-Mundt

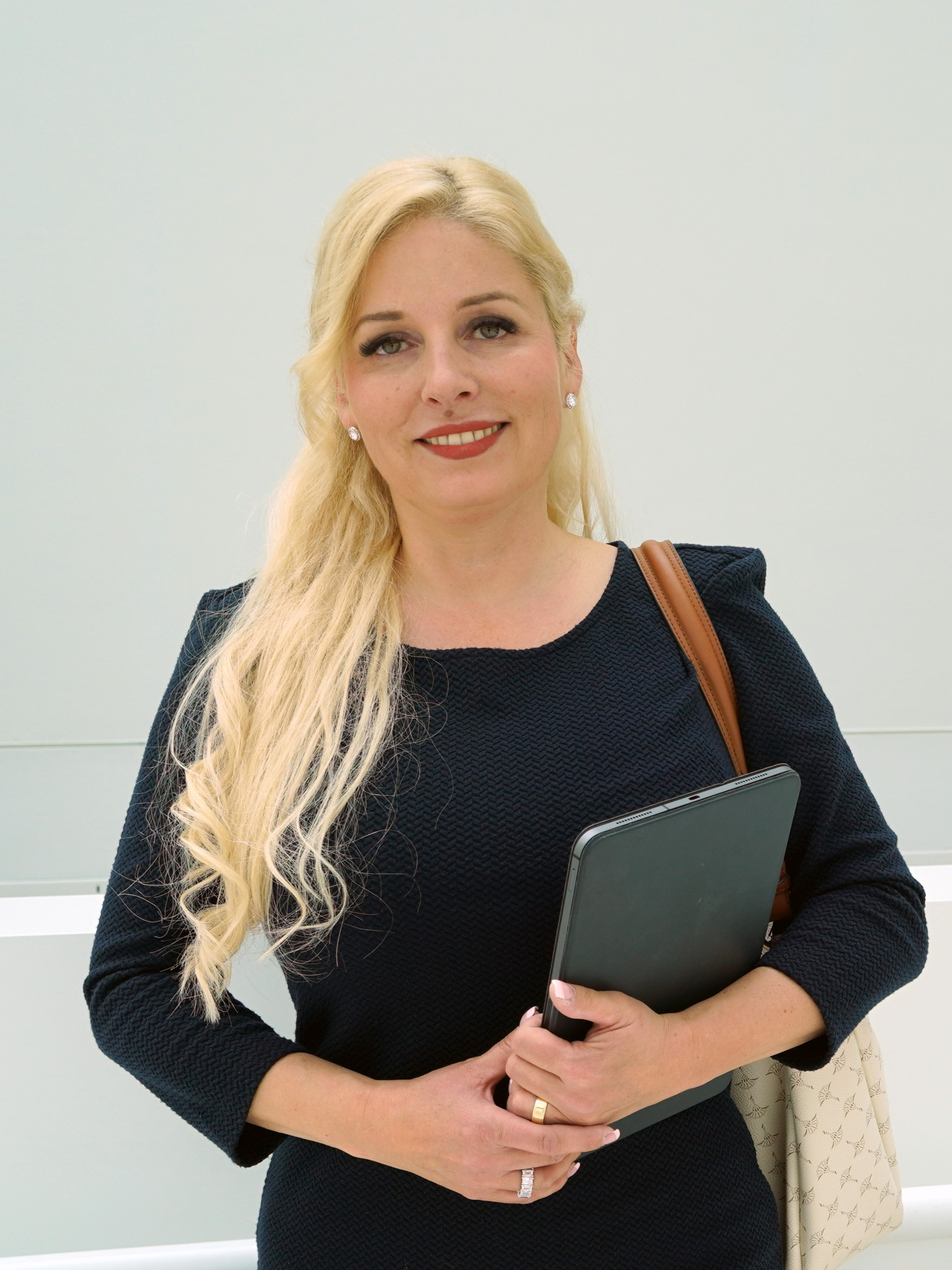
Nicole Walter-Mundt (2022)

Nicole Walter-Mundt (* August 1977) ist eine deutsche Politikerin (CDU) und seit 2019 Abgeordnete im Landtag Brandenburg. Seit Januar 2025 ist sie Vorsitzende des Ausschusses für Inneres und Kommunales im Landtag Brandenburg.

## Leben und Ehrenämter
Nicole Walter-Mundt ist in Oranienburg aufgewachsen, absolvierte nach dem Schulbesuch bis 1997 eine Ausbildung zur Arzthelferin und war lange Zeit in ihrem Beruf tätig. Der CDU gehört sie seit 2008 an, seit 2013 als Ortsvereinsvorsitzende in Oranienburg. Sie wurde 2014 in die dortige Stadtverordnetenversammlung und in den Kreistag des Landkreises Oberhavel gewählt. Seit 2015 ist sie Kreisvorsitzende der Frauen Union Oberhavel und seit 2019 stellvertretende Kreisvorsitzende der CDU Oberhavel. Auf dem 36. Parteitag der CDU Brandenburg (4. September 2021) wurde Nicole Walter-Mundt in den Vorstand ihrer Landespartei gewählt.
Sie ist verheiratet und lebt mit ihrem Mann und ihren zwei Kindern in Oranienburg.

## Politisches Wirken
Im November 2019 rückte Nicole Walter-Mundt für Rainer Genilke in den Landtag Brandenburg nach und übernahm dort für die CDU-Fraktion die Sprecherfunktion für die Politikbereiche Infrastruktur, Landesplanung, Bauen, Wohnen, Digitales und Verkehr. Bei der Landtagswahl 2024 zog sie über die Landesliste erneut in den Landtag ein. Sie ist seitdem stellvertretende Vorsitzende ihrer Fraktion und wurde am 14. Januar 2025 von den Mitgliedern des Ausschusses für Inneres und Kommunales im Landtag Brandenburg zur Vorsitzenden gewählt.
In der Funktion der Vorsitzenden des Ausschusses für Inneres und Kommunales macht sie sich besonders für die Stärkung der „Blaulichtfamilie“ und des Ehrenamtes in Brandenburg stark. So unterstützte Nicole Walter-Mundt die Deutsche Lebens-Rettungs-Gesellschaft e. V. (DLRG) maßgeblich bei der Realisierung ihres neuen Einsatz- und Ausbildungszentrums in Oranienburg. Insgesamt 1,7 Millionen Euro Landesmittel konnten für das „Leuchtturmprojekt“ aus dem Förderprogramm Goldener Plan Brandenburg gewonnen werden. Dazu erklärte sie: „Das ist eine beachtliche Summe für ein regionales Einzelprojekt und zeigt, wie wichtig uns das ehrenamtliche Engagement der Wasserrettung vor Ort ist.“
Den Feuerwehrunterricht an Brandenburgs Schulen möchte Nicole Walter-Mundt in ihrer Funktion als Vorsitzende des Ausschusses für Inneres und Kommunales ebenfalls stärken und weiterentwickeln. Bereits an 22 Schulen in Brandenburg wird der Feuerwehrunterricht als Wahlfach angeboten. Das Projekt, das 2015 als lokale Initiative an der Ehm-Welk-Oberschule Angermünde startete, ermöglicht Schülerinnen und Schülern der 9. und 10. Klassen einen tiefen Einblick in die Arbeit der Freiwilligen Feuerwehr. Neben theoretischem Wissen zu Themen wie Brandschutz und Erste Hilfe steht auch die praktische Ausbildung im Mittelpunkt. Besonders bemerkenswert: Die Jugendlichen können im Rahmen des Unterrichts die Truppmann-Ausbildung absolvieren und können damit nach dem Abschluss direkt die örtlichen Freiwilligen Feuerwehren unterstützen.
Für ihre Heimatstadt Oranienburg erreichte sie 2022 im Landtag, dass u. a. die finanziellen Hilfen zur Beseitigung von Kampfmitteln aus dem Zweiten Weltkrieg verlängert und weiter ausgebaut wurden. Die Stadt an der Havel war im 20. Jahrhundert Schwerpunkt der Rüstungsindustrie und wurde 1944/45 von den Alliierten schwer bombardiert. Noch heute werden viele Großbomben mit chemisch wirkenden Langzeitzündern im Boden vermutet. Seit 2020 ist Oranienburg deshalb Modellregion für den Kampfmittelräumdienst.
Im Juli 2020 erklärte die Oranienburgerin, in deren Heimatstadt sich auch das frühere KZ und Speziallager Sachsenhausen befindet, zum Leid politischer Opfer nach 1945: „Es gibt keine Opfer zweiter Klasse“. Vorausgegangen war eine kontrovers geführte Diskussion in der Stadtverordnetenversammlung über Straßenbenennungen nach Opfern des Stalinismus aus der Speziallagerzeit im angrenzenden Neubaugebiet „Aderluch“.